# Walk All Over You
«Walk All Over You» es una canción del álbum Highway To Hell, firmado por AC/DC en 1979. Es una canción relativamente famosa (no ha logrado tanto renombre como Highway To Hell o Back In Black, aunque si ha sido muy oída) y la introducción que tiene al principio es de gran calidad, con un pequeño par de solos de batería y sencillos acordes de guitarra. Esta canción aparece en la película Son Como Niños